# Bodiluddelingen 1990
Bodiluddelingen 1990 blev afholdt i 1990 på Dagmar Teatret i København og markerede den 43. gang at Bodilprisen blev uddelt. Uddelingens værter var Kim Schumacher og Michael Meyerheim.
Dansen med Regitze af Kaspar Rostrup blev uddelingens vinder, da den vandt alle skuespilskategorier samt prisen for bedste danske film. Filmen gik forståeligt nok videre til at blive nomineret til den amerikanske Oscar, dog uden at vinde. Ghita Nørby modtager sin tredje og Frits Helmuth sin anden Bodil-pris for henholdsvis bedste kvindelige hovedrolle og bedste mandlige hovedrolle.

## Vindere
| Bedste mandlige hovedrolle                                  | Bedste kvindelige hovedrolle             |
| ----------------------------------------------------------- | ---------------------------------------- |
| - Frits Helmuth for Dansen med Regitze                      | - Ghita Nørby for Dansen med Regitze     |
| Bedste mandlige birolle                                     | Bedste kvindelige birolle                |
| - Henning Moritzen for Dansen med Regitze                   | - Kirsten Rolffes for Dansen med Regitze |
| Bedste danske film                                          | Bedste ikke-europæiske film              |
| - Dansen med Regitze af Kaspar Rostrup                      | - Farlige forbindelser af Stephen Frears |
| Bedste europæiske film                                      | Bedste dokumentarfilm                    |
| - En lille film om kunsten at dræbe af Krzysztof Kieslowski | - ikke uddelt                            |